# چاه عروج علی جغتایی
چاه عروج علی، روستایی از توابع بخش مرکزی شهرستان جغتای در استان خراسان رضوی ایران است.

## جمعیت
این روستا در دهستان جغتای قرار دارد و براساس سرشماری مرکز آمار ایران در سال ۱۳۹۰، جمعیت آن ۵۸ نفر (۱۸ خانوار) بوده‌است.